# (30443) Stieltjes
(30443) Stieltjes ist ein Asteroid des Hauptgürtels, der am 3. Juli 2000 vom italo-amerikanischen Astronomen Paul G. Comba am Prescott-Observatorium (IAU-Code 684) in Arizona entdeckt wurde.
Benannt wurde der Asteroid nach dem niederländischen Mathematiker Thomas Jean Stieltjes (1856–1894), der hauptsächlich in den Bereichen Analysis, Kettenbrüche und Zahlentheorie tätig war und das nach ihm benannte Stieltjesintegral formulierte.